# إيغيديو موربيلو
إيغيديو موربيلو (بالإيطالية: Egidio Morbello) هو لاعب كرة قدم إيطالي في مركز الوسط، ولد في 19 أغسطس 1936 في بالزولا في إيطاليا. لعب مع إنتر ميلان ونادي ألساندريا ونادي روما ونادي سبال ونادي كاسالي ونادي مسينا.